# Ein verborgenes Leben (Film)
Ein verborgenes Leben (Arbeitstitel Radegund, internationaler Titel A Hidden Life) ist ein deutsch-US-amerikanisches, biografisch gefärbtes Filmdrama von Terrence Malick. Der Film erzählt die Lebensgeschichte des österreichischen Bauern Franz Jägerstätter, der aus Gewissensgründen den Kriegsdienst bei der Wehrmacht verweigerte und 1943 in Brandenburg von den Nationalsozialisten hingerichtet wurde. Jägerstätter wird in dem Film von dem deutschen Schauspieler August Diehl verkörpert.
Der Film wurde am 19. Mai 2019 im Wettbewerb der Internationalen Filmfestspiele von Cannes uraufgeführt und konkurrierte dort um die Goldene Palme. Am 21. November 2019 feierte er als Eröffnungsfilm des Filmfestivals Around the World in 14 Films in Berlin seine Deutschlandpremiere, bevor er am 30. Januar 2020 in die deutschen Kinos kam.

## Handlung
Der Bauer Franz Jägerstätter und seine Frau Franziska („Fani“) betreiben ihren Hof hoch oben an den Hängen von St. Radegund, einem kleinen, idyllisch gelegenen Dorf in Oberösterreich. Gemeinsam haben sie drei Töchter. Bei ihrer Arbeit werden sie von einigen Helfern unterstützt, die bei ihnen eine Bleibe gefunden haben.
Franz und Waldland werden im Jahr 1940 zu einem Militärstützpunkt einberufen und müssen dort an einem Training zur Vorbereitung auf Krieg und Kampf teilnehmen. Franz lehnt es ab, den Fahneneid auf Hitler zu schwören oder die Kriegsanstrengungen in irgendeiner Weise zu unterstützen. Als er einberufen wird, geht er zu Pfarrer Fürthauer, erkennt aber schnell, dass sich die Kirche am Tod unschuldiger Menschen bereits mitschuldig gemacht hat. Fürthauer selbst hat die Stelle erhalten, nachdem ein früherer Priester nach einer Predigt gegen den Nationalsozialismus entlassen worden war. Fürthauer sagt zu Franz, sein Opfer nütze niemandem, wenn er wegen Kriegsdienstverweigerung inhaftiert oder hingerichtet würde. Franz appelliert auch an den Bischof Fließer, er wolle den Kriegsdienst bei der Wehrmacht aus Gewissensgründen verweigern, bekommt aber auch von ihm keine Unterstützung. 
Als Franz offen seine ablehnende Haltung gegenüber dem NS-Regime (das seit dem Anschluss Österreichs im März 1938 regiert) kundtut, wenden sich auch diejenigen, die er einst für seine Freunde hielt, gegen ihn und seine Familie. Nachbarn werfen Dreck nach seinen Töchtern. Nach Franz’ Gefangennahme und Deportation in das Gefängnis Berlin-Tegel bespucken Nachbarn Fani auf der Straße.
Da er seinen Überzeugungen treu bleibt und daher Hitler nicht die Treue schwört, wird er zum Tode verurteilt. Er wird zusammen mit anderen hingerichtet.

## Biografischer Hintergrund
Franz Jägerstätter wurde 1907 als Sohn der Bauernmagd Rosalia Huber und des Franz Bachmeier in St. Radegund geboren. Er heiratete 1936 und hatte drei Kinder. Jägerstätter wurde zweimal zum Kriegsdienst einberufen, dann aber für die Arbeit zuhause wieder freigestellt. Er suchte Rat bei Bischof Fließer. Jägerstätter hatte den Eindruck, dass der Bischof es nicht wagte, offen zu sprechen, weil er ihn nicht kannte.
Jägerstätter meldete sich wegen seiner erneuten Einberufung am 1. März 1943 in der Kaserne in Enns. Er erklärte dort seine Weigerung, Kriegsdienst zu leisten, und seine Bereitschaft, als Sanitätssoldat Dienst zu leisten. Er wurde im Wehrmachtgefängnis Linz inhaftiert und im Mai nach Berlin gebracht. Das Reichskriegsgericht verurteilte ihn am 6. Juli wegen „Zersetzung der Wehrkraft“ zum Tode. Er wurde in das Zuchthaus Brandenburg-Görden transportiert (dort war damals eine zentrale Hinrichtungsstätte) und am 9. August 1943 mit einem Fallbeil hingerichtet.
Er wurde am 26. Oktober 2007 im Mariendom in Linz von Papst Benedikt XVI. seliggesprochen.
Auch einige andere Filme haben die Lebensgeschichte von Jägerstätter zum Thema.

## Produktion

### Stab und Finanzierung
Der US-Amerikaner Terrence Malick schrieb das Drehbuch zum Film und führte Regie. Das Medienboard Berlin-Brandenburg förderte den Film mit 400.000 Euro. Vom Deutschen Filmförderfonds kamen rund 960.000 Euro.

### Besetzung und Dreharbeiten
Die Rolle des Widerstandskämpfers Franz Jägerstätter übernahm der deutsche Schauspieler August Diehl, sein Schwiegervater Lorenz Schwaninger wird von Ulrich Matthes gespielt. Der österreichische Schauspieler Tobias Moretti spielt Ferdinand Fürthauer, der von 1958 bis 1996 Pfarrer in Klam war. Valerie Pachner stellt Jägerstätters Ehefrau Franziska dar. In einer seiner letzten Rollen ist der verstorbene schwedische Mime Mikael Nyqvist zu sehen, der den Part von Bischof Joseph Fließer übernahm, bei dem Jägerstätter im Film Rat sucht. Auch der Anfang 2019 verstorbene Bruno Ganz ist in seiner vorletzten Rolle als vorsitzender Richter des Kriegsgerichts in Militäruniform zu sehen.
An den teilweise in Südtirol stattfindenden Dreharbeiten nahmen über 300 Männer und Frauen aus Brixen und Umgebung als Komparsen teil.
Der Film wurde vom 21. Juli bis zum 27. August 2016 gedreht. Zu den Drehorten in Italien gehörten die venezianische Gemeinde Sappada, die in Südtirol gelegene Stadt Brixen, St. Valentin vor der Bergkulisse des Schlerns, das Schloss Velthurns, die Festung Franzensfeste und das Dorf Dietenheim, wo Aufnahmen im und am Volkskundemuseum entstanden. In Zittau wurde am alten Gefängnis gedreht; am 18. August 2016 wurden der Marktplatz und der Johannisplatz für Dreharbeiten gesperrt. Weitere Aufnahmen fanden im Studio Babelsberg in Potsdam statt.

### Filmmusik und Veröffentlichung
Der mehrfach Oscar-nominierte James Newton Howard komponierte die Filmmusik. Er wählte auch klassische Musikstücke der Komponisten Ludwig van Beethoven, Georg Friedrich Händel, Henryk Mikołaj Górecki, Arvo Pärt, Alfred Schnittke und Johann Sebastian Bach aus, so erklingt zu Beginn des Films der Chor And believed the Lord aus Händels Oratorium Israel in Egypt. Der Soundtrack, der insgesamt 14 Musikstücke umfasst, wurde am 6. Dezember 2019 von Sony Classical veröffentlicht.
Nach Aussage von Schauspieler Matthias Schoenaerts sollte der Film im Herbst 2018 im Rahmen eines Filmfestivals seine Premiere feiern. Anfang April 2019 wurde der Titel A Hidden Life bekanntgegeben. Der Film feierte am 19. Mai 2019 im Wettbewerb der Internationalen Filmfestspiele von Cannes seine Premiere. Im September 2019 wurde er beim Festival des amerikanischen Films in Deauville und beim Toronto International Film Festival (Sektion 'Masters') gezeigt. Anfang Oktober 2019 lief er beim London Film Festival. 
Im November 2019 wurde er beim AFI Film Festival in der World Cinema Section und beim Festival Internacional de Cine de Mar del Plata präsentiert. Im deutschsprachigen Raum wurde der Film im Verleih von Pandora Film in die Kinos gebracht. Er feierte am 21. November 2019 als Eröffnungsfilm des Filmfestivals Around the World in 14 Films in Berlin seine Deutschlandpremiere und kam am 30. Januar 2020 in die deutschen Kinos.

## Rezeption

### Altersfreigabe
In den USA wurde der Film von der MPA als PG-13 eingestuft. In Deutschland wurde er von der FSK ab 12 Jahren freigegeben. In der Freigabebegründung heißt es, vor allem gegen Ende gebe es bedrückende Situationen sowie Gewaltszenen, so wenn Jägerstätter im Gefängnis misshandelt wird. Diese würden jedoch nicht übermäßig ausgespielt und seien schlüssig in die Dramaturgie eingebettet.

### Kritiken
Der Film stieß bislang auf die Zustimmung von 81 Prozent der Kritiker bei Rotten Tomatoes und erhielt hierbei eine durchschnittliche Bewertung von 7,4 der möglichen 10 Punkte, womit er hier einen der mittleren Plätze bei den in Cannes vorgestellten Filmen belegte. Im Kritikerspiegel von critic.de erhielt er überwiegend positive Kritiken. In der bei Screen veröffentlichten Kritikerumfrage zu den Festivalbeiträgen in Cannes erhielt er 2,5 von 4 möglichen Punkten.

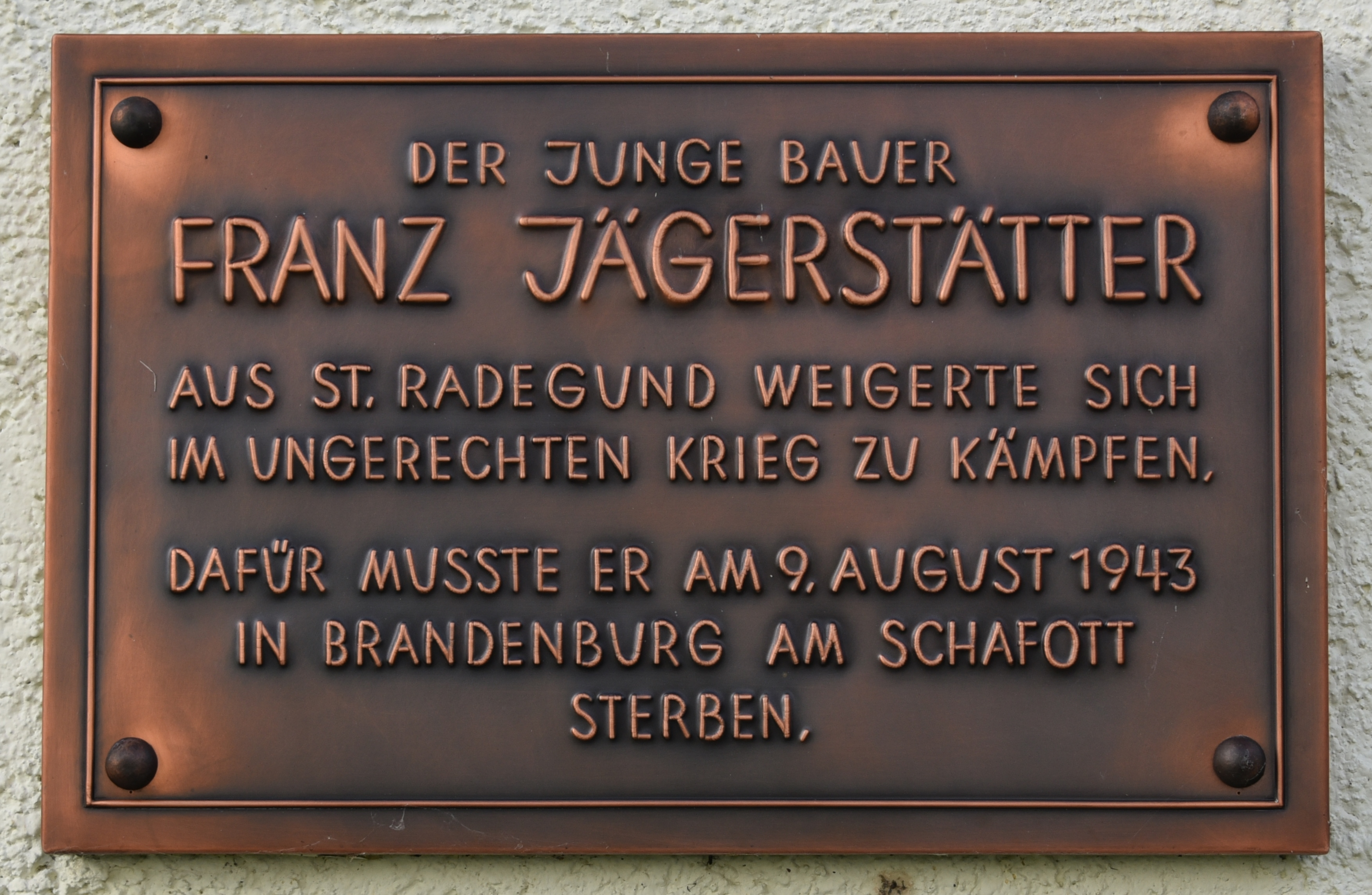
Eine Gedenktafel am Franz-Jägerstätter-Museum in St. Radegund erinnert an den österreichischen Widerstandskämpfer

Peter Debruge von Variety schrieb, es gebe in Terrence Malicks Film keine Schlachtfelder, sondern nur Weizenfelder, auch keine Horrorschlachten im Konzentrationslager und keine dramatischen Mitternachtsüberfälle. Dennoch sei Ein verborgenes Leben ein Kriegsfilm, nur dass der hier gezeigte Kampf ein innerer zwischen einem Christen und seinem Gewissen sei. Ohne die Millionen von Menschenleben zu schmälern, die während des Zweiten Weltkriegs ums Leben kamen, zeige Malick hier das Schicksal und das Seelenleben eines einzelnen Mannes, und eine Laufzeit von fast drei Stunden schienen nicht das geringste Übermaß zu sein, wenn es darum gehe, das Opfer von Franz Jägerstätter einzufangen, der geächtet und inhaftiert und schließlich wegen seiner Überzeugungen hingerichtet wurde. Malick zeige, wie seine Gemeinde St. Radegund es der Angst erlaubte, ihr Urteilsvermögen zu vergiften, und das Gruppendenken anregte, das Franz zu einem Ausgestoßenen unter seinen eigenen Leuten machte. Malick mache in diesem Film eine kritische Unterscheidung zwischen Glauben und Religion, indem er das Versagen der letzteren herausfordere, eine menschliche Institution, die ebenso fehlbar und korrumpierbar sei wie jeder Einzelne.
Michael Meyns bemerkte in seiner Filmbesprechung auf programmkino.de, der Website der Arbeitsgemeinschaft Kino, auch wenn Ein verborgenes Leben in ferner Vergangenheit spiele, sei es doch auch ein Film über das Heute: „Malick mag stets ein Regisseur gewesen sein, der mit filmischen Mitteln nach Transzendenz suchte, er war aber auch immer ein politischer Regisseur. Bedenkt man, in welcher Zeit dieser Film entstanden ist, in welchem Zustand sich gerade Amerika, aber auch viele andere Staaten der Welt befinden, ist es naheliegend, ihn auch auf die Gegenwart zu beziehen.“ Malick erzähle in einem stilistisch und intellektuell überwältigenden Film davon, dass es viel schwieriger sei, dem eigenen Gewissen treu zu bleiben, als sich massenhaftem Widerstand anzuschließen.
Das Lexikon des internationalen Films schreibt einerseits: „Der US-amerikanische Filmemacher Terrence Malick eignet sich diesen historischen Stoff in seiner unverwechselbaren Weise an und verwebt ihn zu einem leisen und bewegenden Bekenntnis für eine Ethik des Widerstands und des reinen Gewissens.“, es stellt aber auch fest: „Die zelebrierte Dorfidylle der Friedenszeit bewegt sich dabei zwar nahe am Bergkitsch, unterstreicht aber letztlich stimmig die Darstellung eines vom Bösen zerstörten Paradieses.“

### Einsatz im Unterricht
Das Onlineportal kinofenster.de empfiehlt den Film ab der 11. Klasse für die Unterrichtsfächer Deutsch, Geschichte, Sozialkunde, Ethik, Religion und Philosophie und bietet Unterrichtsmaterial. Im Leistungskurs Kunst und Religion könne der Begriff Transzendenz definiert und auf den Film angewendet werden. Zudem könne diskutiert werden, ob Jägerstätters Ethik nachvollziehbar und auf heutige politische Verhältnisse übertragbar sei.

### Auszeichnungen
Independent Spirit Awards 2020
- Nominierung als Bester Film[32]

Internationale Filmfestspiele von Cannes 2019
- Nominierung für die Goldene Palme (Terrence Malick)
- Auszeichnung mit dem Preis der Ökumenischen Jury (Terrence Malick)
- Auszeichnung mit dem Prix François-Chalais (Terrence Malick)

National Board of Review Awards 2019
- Aufnahme in die Top 10 Independent-Filme[33]